# ليلى أبو حسان
ليلى حمدان أحمد أبو حسان (1950 -)، عالمة ومخترعة أردنية في مجال الفيزياء وسياسية من مواليد السلط. كانت عضو مجلس الأعيان الأردني الخامس والعشرين.

## التعليم
حصلت على شهادة الدكتوراه في الفيزياء من جامعة ساسكس بريطانيا عام 1987, كما حصلت على شهادة الماجستير في الفيزياء من الجامعة الأمريكية بيروت لبنان عام 1978، وشهادة البكالوريوس في الفيزياء من الجامعة الأردنية عام 1970.

## انجازاتها
إجراء سلسلة أبحاث ناجحة بالتعاون مع علماء متميزين في المملكة ودول مختلفة: بريطانيا، ألمانيا، إيطاليا و
الولايات المتحدة الأمريكية. وقد نشرت هذه الأبحاث في مجلات علمية عالمية.
تسجيل ثلاث براءات اختراع باسم الجامعة الأردنية في مكتبي براءات الاختراع الأميركي والأوروبي وغيرهما، وذلك بالتعاون مع العالم الأمريكي من أصل عربي منير نايفه.

### براءات الاختراع
- تحضير رقائق تكنولوجية من الجرمانيوم وكذلك السليكون/جرمانيوم،
- تحضير مادة «السليكون النانويّة» من إحدى الخامات الموجودة بوفرة في الأردن،
- تحفيز إنتاج مادة «السليكون النانويّة» عن طريق استخدام أحد الأحماض،

## الخبرات العملية
- رئيس قسم الفيزياء الجامعة الأردنية (أيلول 2006-اب 2008).
- مركز الطاقة المتجددة الجامعة الأردنية، عضو مجلس المركز (أيلول 2008-آب 2011).
- منسق برنامج (علوم وتكنولوجيا الموارد) الجامعة الأردنية (أيلول 2008-آب 2009).
- اللجنة العليا لانتخابات مجلس الطلبة في الجامعة الأردنية (العام الجامعي 2008/2009).
- عمادة شؤون الطلبة في الجامعة الأردنية، مساعد العميد (ايلول 1989- كانون الثاني 1990).
- مجلس الجامعة الأردنية ممثل كلية العلوم (1996-1997).
- مجلس كلية العلوم الجامعة الأردنية، ممثل قسم الفيزياء (1992-1993و1995-1996).
- عضو مجلس أمناء جامعة فيلادلفيا (2001-حتى الآن)
- صندوق دعم البحث العلمي، رئيس اللجنة القطاعية للعلوم الأساسية والنانوتكنولوجي (ايار 2009-تشرين أول 2011).
- صندوق دعم البحث العلمي، عضو اللجنة الفنية (ايار 2009- تشرين أول 2011).
- المجلس الأعلى للعلوم والتكنولوجيا، مستشار النانوتكنولوجي (شباط 2009-تموز 2009).
- المجلس الاعلى للعلوم والتكنولوجيا- عضو لجنة الطاقة والنانوتكنولوجي (ايلول 2008-شباط 2009).
- رابطة النانوتكنولوجي للعالم العربي، اتحاد مجالس البحث العلمي للدول العربية، جامعة الدول العربية – عضو مؤسس (شباط 2009-حتى الآن).
- لجنة الخبراء في النانوتكنولوجي لمنطقة الايسسكو، عضوا (حزيران 2005- حتى الآن).
- لجنة الخبراء في أخلاقيات العمل في النانوتكنولوجي في العالم العربي (أيار 2009- حتى الآن).
- منسق النانوتكنولوجي للمجموعات الهادفة لتعظيم التعاون بين دول العالم الإسلامي(اذار 2009- حتى الآن)
- عضو لجنة الحكام لمسابقة انتل الدولية، وزارة التربية والتعليم، الأردن (ايلول 2005-حتى الآن).
- عضو ملتقى النساء العالمي، الأردن (2008-حتى الآن).
- عضو اتحاد نساء الامم المتحدة، روما (كانون الثاني 1998-حزيران 2001).
- عضو لجنة التعليم العالي- حزب الجبهة الأردنية الموحدة.
- عضو مجلس أمناء منتدى الشباب العربي (1998-1992).
- عضو عدة لجان عالمية لتنظيم مؤتمرات متخصصة في الأردن والمنطقة العربية والعالم.
- عضو مجلس الأعيان الخامس والعشرون[2]